# جورج بارون بوک
جورج بارون بوک (انگلیسی: Eberhardt Otto George von Bock؛ ۱۷۵۵ – ۲۱ ژانویه ۱۸۱۴) فرد نظامی اهل بریتانیا بود.